# Ти не сирота
«Ти не сирота» — радянський художній фільм-драма 1962 року, знятий на кіностудії «Узбекфільм».

## Сюжет
Кіноповість заснована на реальних подіях, відображених в романі узбецького письменника Рахмата Файзі «Його величність людина». Прототипи героїв картини — ташкентський коваль Шаахмед Шамахмудов і його дружина Бахрі Акрамова — в роки Німецько-радянської війни всиновили і удочерили 14 дітей різних національностей, евакуйованих в Узбекистан з різних куточків СРСР. Цей факт згодом став широко відомий.

## У ролях
- Лютфі Саримсакова — Фатіма-опа
- Обід Джалілов — Махкам-ота
- Геннадій Ткаченко — Ваня
- Юхим Камінер — Абрам
- Лариса Луппіан — Дзідра
- Людмила Поречина — Ляна
- Роберт Атабеков — Коля
- Абіль Азізов — Сарсанбай
- Євген Артишевський — Тарас
- Валерій Рожаєв — Ренат
- Лілія Пенькова — Леся
- Наталія Мітрохіна — Надя
- Наталія Ніконова — Ганка
- Ніна Іванова — Марина
- Мохіра Ахмедова — Барно
- Петро Колесников — Густав
- Павло Шахов — долговязий
- Еве Ківі — мати, яка шукає свою дочку
- Рахім Пірмухамедов — контролер-хабарник
- Юлдуз Ризаєва — епізод
- Нариман Латипов — Батир
- Тамара Назарова — епізод

## Знімальна група
- Режисер — Шухрат Аббасов
- Сценарист — Рахмат Файзі
- Оператор — Хатам Файзієв
- Композитор — Ікрам Акбаров
- Художники — Емонуель Калонтаров, Нариман Рахімбаєв